# Smålands karoliner
Smålands karoliner är en förening som visar hur armén såg ut på Karl XII:s tid.
Föreningen medverkade i tv-programmet Svenska slag men också parader, jubileer, försvarsutställningar, festivaler, tattoon, hembygdsfester .
Smålands Karoliner visar hur svenska soldater var utrustade och exercerade på 1600 och 1700-talet på Kungliga Jönköpings och Kalmar Regementen. Deras uniformer är blågula med trekantiga hattar och beväpnade med  flintlåsgevär, värjor och långa pikar. I truppen ingår också hästanspända  fältkanoner och en  pukvagn av 1700-talsmodell. Exercisen som laddningen av gevär och kanoner leds med kommandon från det 300-åriga exercisreglementet.
Under uppvisningarna finns också Karolinernas musiker, i gula uniformer och de spelar gamla militära signaler och historiska fältmarscher från den aktuella tiden. 
Flera av Smålands Karoliners medlemmar har medverkat i skolornas historieundervisning och som föredragshållare i historiska ämnen.
Den historisk exercis- och uppvisningstruppen stöds av Göta ingenjörregemente, Ing 2 och har som motto: "Gör ett stycke svensk kulturhistoria levande".